# Сомы-плоскорылы
Сoмы-плоскорылы (лат. Sturisomatichthys) — род лучепёрых рыб из семейства кольчужных сомов, обитающий в Центральной и Южной Америке. Научное название происходит от нем. sturio — «осётр», греч. soma — «тело» и греч. ichthys — «рыба».

## Описание
Общая длина представителей этого рода колеблется от 18 до 25 см. Внешностью похожи на сомов рода Sturisoma. От последних отличаются отсутствием длинного рыла. Голова сравнительно крупная, несколько уплощённая сверху. Рыло короткое, заострённое. Внешние края головы самцов покрыты длинными и многочисленными одонтодамы (кожными зубчиками). Глаза большие, расположены в верхней части головы. Туловище удлинённое. Брюхо покрыто 3—4 рядами костных пластин. Хвостовой стебель стройный и тонкий, спинной плавник достаточно длинный. Грудные плавники большие и длинные. На шипах грудных плавников самцов присутствуют одонтоды. Брюшные плавники значительно уступают грудным по размеру. Крайние лучи хвостового плавника сильно вытянуты.
Окрас коричневый с различными оттенками. Плавники светлее основного фона с полосками.

## Образ жизни
Это донные рыбы. Предпочитают жить в пресных и прозрачных водоёмах. Обычно держатся рек с медленным или средним течением. Встречаются на участках с зарослями растений. Активны днём. Большую часть времени «висят» на листьях растений или стеблях тростника. Питаются водорослями, которые соскребают с листьев и корней плавающих растений, а также детритом.

## Размножение
Самка откладывает кладку икры среди камней.

## Распространение
Распространены в северо-западной части Южной Америки, на склонах Анд, один вид — в Панаме. Обитают в реках Какета, Сан-Хуан, Каука и Магдалена.

## Классификация
На май 2018 года в род включают 9 видов:
- Sturisomatichthys aureum (Steindachner, 1900) — Золотистая стурисома[1]
- Sturisomatichthys citurensis (Meek & Hildebrand, 1913)
- Sturisomatichthys dariense (Meek & Hildebrand, 1913)
- Sturisomatichthys festivum (Myers, 1942)
- Sturisomatichthys frenatum (Boulenger, 1902)
- Sturisomatichthys kneri (Ghazzi, 2005)
- Sturisomatichthys leightoni (Regan, 1912)
- Sturisomatichthys panamense (Eigenmann & Eigenmann, 1889)
- Sturisomatichthys tamanae (Regan, 1912) — Плоскорыл Таман[1]